# 금척무
금척무는 대한민국 전북특별자치도 진안군 진안읍에 있는 무형문화재이다. 2016년 12월 28일 진안군의 향토문화유산(무형) 제1호로 지정되었다.

## 개요
태조 이성계의 몽금척을 무용화한 금척무를 지역에서 보존·전승함에 기여하고 있다.
조선초기에 창제된 당악정재(唐樂呈才)의 한 종목으로 일명 몽금척이라 한다. 1393년(태조 2) 정도전(鄭道傳)이 태조 이성계(李成桂)가 잠잘 때 신인(神人)이 금척을 가지고 하늘에서 내려와 문무(文武)를 겸하고 민망(民望)한 태조에게 주었다는 내용의 악장을 지어 바쳤다. 이 악장을 근거로 창제한 정재가 몽금척 또는 금척이다. 조선 성종(1469~1494) 때 공연된 금척은 『악학궤범』(樂學軌範 1493) 권4에 도설됐다. 즉 금척정재의 작대도(作隊圖)·초입배열도(初入排列圖)·회무도(回舞圖)가 있다. 금척의 음악은 고취악(鼓吹樂)을 차용한 것이다.
죽간자(竹竿子) 2명과 족자(簇子) 1명 및 12명의 협무(挾舞)로 구성된 이 정재(呈才)는 "오운개서조인자"(五雲開瑞朝引子)·"소포구락"(小抛毬樂) 등의 반주음악에 맞추어 춤을 추다가 "금척령"(金尺令)에 맞추어 무용수들은 "금척사"(金尺詞)를 노래로 부른다.
1630년(인조 8) 대왕대비(大王大妃)의 진풍정(進豊呈) 때 금척은 헌선도(獻仙桃)·수연장(壽延長)·봉래의(鳳來儀)·연화대(蓮花臺)·포구락(抛毬樂)·향발(響鈸)·처용무(處容舞)와 함께 공연됐다고 『풍정도감의궤』(豊呈都監儀軌)에 전한다. 금척의 손잡이인 연방(蓮房)의 끝 고리에 색사결자(色絲結子)를 늘어뜨린다. 칼날처럼 생긴 금척의 몸통에 '천사금척수명지상'(天賜金尺受命之祥)이라는 글자가 새겨져 있다.
금척무(金尺舞)는 조선 태조 2년인 1393년에 정도전이 만든 춤으로 알려져 있다. 조선의 제1대 임금 태조가 왕위에 오르기 전에 꾸었던 꿈에서 신인(神人)으로부터 금척을 받았는데, 그것이 머지않아 국왕이 될 것이라는 계시였다는 내용을 담고 있다. 당악정재(唐樂呈才)로, 조선 후기까지 전승되었다. <몽금척(夢金尺)> 또는 <금척(金尺)>이라고도 한다. 또한 금척사(金尺詞)는 궁중의 연회 때 금척무(金尺舞)에 맞추어 부르는 노래의 가사인데 몽금척(夢金尺), 달리 말해 금척무(金尺舞)는 태조가 왕이 되기 전 꿈에 하늘에서 금척을 받든 신인(神人)이 내려와 금척을 주고 곧 왕위에 오를 것을 알렸다는 내용을 무용화한 것으로, <악학궤범(樂學軌範)>에 당악정재(唐樂呈才)로 소개되어 있는 춤이다.

## 같이 보기
- 마이산
- 진안군